# تويوتا راف 4 اي في
تويوتا راف 4 اي في (بالإنجليزية: Toyota RAV4 EV)‏ هي سيارة من صناعة تويوتا أنتجت في 1997 وتوقف إنتاجها في 2003.